# La Forêt-de-Tessé
La Forêt-de-Tessé este o comună aflată în departamentul Charente, Franța. În 1 ianuarie 2022 avea o populație de 209 de locuitori.